# Тук, Уильям (1744)
Уильям Тук (англ. William Tooke; 1744—1820) — английский писатель и историк.

## Биография
Пастор. Руководил приходом в Эссексе.
В 1771 году приехал в Россию. С 22 марта 1771 года — капеллан английской церкви в Кронштадте при английской колонии.
В начале 1770-х годов стал членом петербургской масонской ложи «Совершенного единения».
Обладал большой эрудицией, прекрасно знал древние языки и русскую историю. Автор-компилятор, переводчик. Знакомый многих выдающихся учёных своего времени.
В 1771 и в 1773 годах совершал путешествия по Средней Азии. В 1774 году оставил пост капеллана в Кронштадте и занял подобный же пост в Петербурге. В 1783 году через Кёнигсберг (где посетил И. Канта) и Берлин приехал в Лондон.
5 июня 1783 года избран в Лондонское королевское общество. 26 февраля 1784 года стал его действительным членом. В 1784 принят стипендиатом в кембриджский Колледж Иисуса. В начале 1786 года вернулся в Санкт-Петербург. Затем совершил путешествие по Дону до Азова. В последние годы пребывания в Петербурге избран членом Вольного экономического общества. Перед отъездом из России по инициативе Е. Р. Дашковой 3 сентября 1792 года избран членом-корреспондентом Академии наук. После получения наследства от родственника в Англии, вышел в отставку с поста капеллана в Санкт-Петербурге и в сентябре 1792 года покинул Россию.

## Труды
- «Russia or a compleat historical account of all the nations which compose that empire» (4 т., Л., 1780—83);
- «View of the Russian empire during the reign of Catharina the Second» (3 т., Лонд., 1799);
- «The life of Catherine II» (Дублин, 1800);
- «History of Russia from the foundation of the monarchy by Rurik, to the accession of Catharine the Second» (2 т., Лонд, 1800).

Кроме того, издал всеобщий биографический словарь в 15 томах и состоял сотрудником «Gentleman’s Magazine».